# (5738) Billpickering
(5738) Billpickering est un astéroïde de la ceinture principale aréocroiseur .

## Description
(5738) Billpickering est un astéroïde aréocroiseur. Il présente une orbite caractérisée par un demi-grand axe de 2,74 UA, une excentricité de 0,48 et une inclinaison de 21,8° par rapport à l'écliptique.

## Nom
Il est nommé en l'honneur de William Hayward Pickering qui était un haut responsable à la NASA lors du lancement des premiers satellites.

## Compléments